# 伏見宮貞致親王
伏見宮 貞致親王（ふしみのみや さだゆきしんのう）は、江戸時代初期の皇族。世襲親王家の伏見宮第13代当主。父は伏見宮第10代当主の貞清親王。邦尚親王の子とする系図があるが、これは貞致親王が邦尚親王の後継者とされていたためである。母の少納言局・安藤定子は安藤定元あるいは安藤定吉の女で、曾祖父は邦輔親王の王子・安藤惟実（邦茂王）。同母弟に邦道親王がいる。妃は関白近衛尚嗣の女、好君。後水尾天皇の猶子。

## 生涯
貞致親王は寛永9年（1632年）に伏見宮貞清親王の庶子として生まれた。母親は安藤定子といい、伏見宮邦茂王の子孫。幼名を峯松君と称した。
『忠利宿禰記』によると、12~13歳の時（寛永20年（1643年）~正保元年（1644年）に、丹波国から上洛し、京都西陣の刀鍛冶である埋忠（明珍とも）の弟子となり、18歳の時（慶安2年（1649年）まで長九郞と称した。『津田蔵書安藤家系』によると、貞致の母の妹は埋忠明珍の妻であったという。慶安2年（1649年）には明珍の弟子を辞めて丹波国の伯父・安藤定実（安藤定次とも）の邸宅に戻った。
この頃伏見宮では後継者をめぐって争いが起きており、貞清親王の2人の息子の邦尚親王と邦道親王のどちらを後継者にするか揉めていた。伏見宮家では、歴代当主の実名の第一字は「貞」と「邦」を交互に用いていたことから、邦道親王は邦尚親王ではなく貞清親王の後継者として考えられていたとされる。慶安2年（1649年）に邦道親王が親王宣下され継嗣となったしかし、邦尚親王派らは宮家に戻ってきた貞致親王を担ぎ上げることで巻き返しをはかろうとした。赤坂恒明は、邦尚親王派は貞致を子のいない邦尚親王の継承者と擬することによって、邦道親王派の抬頭を抑えようとし、これが『伏見宮系譜』等において貞致親王が本来は異母兄である邦尚親王の子とされた背景であるとしている。
慶安4年（1651年）には、安藤定明の子で安藤一門の本家である安藤定為が、分家出身の従姉・安藤定子と彼女から生まれた貞致親王を預かっている。『安藤略系』「長松軒惟翁傳」によると、定子は定明の養子となったとされており、それはこのタイミングであると考えられる。丹波の為明邸にいた貞致親王は、承応元年（1652年）に、21歳にして邦尚親王派の働きかけもあり、父・貞清親王の招きによって帰洛した。
しかし、まもなくして貞致親王の後ろ盾である異母兄の邦尚親王が死去したことで貞致の立場も危うくなり、承応2年（1653年）には、再び讒言により出奔した。「津田宗氏秘記」によれば、貞致親王と対立していたのは、伏見殿諸大夫の生島右京亮盛勝、内本左京亮吉泰らと伏見宮邦道親王の母、伏見宮邦尚親王の母であったという。この際、貞致親王を引き取ったのは、かつての師匠である明珍であり、承応2年（1653年）から万治3年（1660年）に親王宣下を受けるまで明珍は貞致親王を保護した。
承応3年（1654年）に貞清親王、邦尚親王、邦道親王が立て続けに薨去し、伏見宮家は断絶の危機に直面した。邦道親王派の諸大夫達は、貞致親王の家督継承を阻止するために後水尾法皇の皇子を伏見宮家に迎え入れ、貞致親王を出家させる計画を立て、法皇からも認められたという。安藤定為は庭田雅純や三木冬仲に相談し、武家伝奏であった清閑寺共房と野宮定逸が江戸幕府に訴えたところ、幕府の命によって京都所司代・板倉重宗が精察することとなった。これにより伏見宮の落胤であると認められ、久我広通の後見のもとに伏見宮を継いだ。万治3年（1660年）10月17日に親王宣下、27日に元服し、後水尾院と東福門院の猶子となり、弾正尹に任ぜられる。寛文5年2月18日に二品に叙せられ、兵部卿及び式部卿に任ぜられた。
寛文2年（1662年）4月25日には和歌会を開いており、八条宮智忠親王も「香久山や天の岩戸も春に明て霞かかれる峯の真榊」という貞致親王を皇族として扱う歌を寄せていることからも、当時から貞致親王は皇族からも皇族（伏見宮家の子孫）であると認識されていたことがわかる。

## 母親について
貞致親王の母は、伏見宮家の諸大夫であった三河守安藤藤原定元の娘・安藤定子である。慶長8年（1603年）生まれであり、伏見宮邦尚親王あるいは伏見宮貞清親王に仕えた。定子はその後出家して号は仙寿院と名乗ったが
寛永13年（1636年）5月3日に死没した。法号は慈眼院心和光清大姉であり、京千本浄光寺に墓があるという。
一次史料である『忠利宿禰記』によると、貞致親王は「下戚腹（身分の低い女性との間に生まれた子供）」と記されており、『伏見宮系譜』や同系譜に引用された二次史料である「津田蔵書安藤家系」によると「家女房（少納言局 安藤氏、名定子）」「伏見殿諸大夫参河守安藤藤原定元の女定子」が母親であるとされる。赤坂恒明は、「安藤定子」の名前は貞致親王が伏見宮家を継承したのちに遡及して付けられたとしている。また、『伏見宮系譜』で「家女房（実質的な側室であり下戚腹と呼ばれるほど低い身分ではない）」とされたのも後世の遡及であるとしている。
同じく『忠利宿禰記』には「丹波國□□ト云所ヘ養子ト成給」とあり、これは貞致が「十二三ノ時」より以前の幼少期のことであるから、貞致が母の実家である丹波国尾口村の安藤氏宅で出生した後、伏見宮家から認知されない落胤として処遇され、幼少期を丹波国で過ごしていたことがわかる。

## 子女
- 親王妃：好君（1641-1676） - 近衞尚嗣の娘
- 家女房
  - 王女：致子女王（茂宮、1673-1728） - 常照院
  - 王子：邦永親王（1676-1726） - 第14代伏見宮
  - 王女：理子女王（真宮、1691-1710） - 徳川吉宗室
  - 王子：某王（英宮、1692-1698） - 知冥院
  - 王子：円猷（勝宮、1694-1753） - 歓喜心院
  - 王子：道仁入道親王（房宮、1689-1733） - 天台座主
- 生母未詳
  - 王子：某王（1666-1668） - 微巌院
  - 王女：某王（正宮、1687-1689） - 正受院

## 出自に関する資料
貞致親王の出自に関する記述は複数あるが、全て貞致親王＝伏見宮家の末裔であるという認識で一致している。逆に貞致親王の出自に対して疑問を抱いている資料や人物は存在しないため、当時から貞致親王は伏見宮家の末裔であると認識されていたことがわかる。

### 一次史料
貞致親王について記した一次史料は、大外記・壬生忠利の『忠利宿禰記』と、少外記・平田職俊が貞致親王薨去2年後の元禄9年（1696年）に編纂した親王家・公家系図、『諸家近代系図』の前田本が存在する。『諸家近代系図』において、貞致親王は貞清親王の子とされ、邦尚親王の弟として系線が引かれている。
- 今日辰刻、伏見殿貞致親王宣下。次第。上卿先被遂著陣。藏人方吉書披見。辨賴孝（葉室）。吉書持參被返後、史下氣色如例。大史床子座有。請取氣色如例。追付陣儀。上卿（奧）。職事（賴孝）御名字下。今度御名字被書改由也。次上卿著端座。次以官人令敷軾。次以官人召辨（光雄（烏丸））。軾參御名字下給。於床子座前、史（利昭）給大史（忠利）。床子有請取之氣色如例。此間職事陣出テ、以權大納言藤原朝臣資行（柳原）貞致親王家可爲勅別當。職事退。次以官人召辨、仰云如職事。辨於床子座前史仰如職事。大史床子座有少史如例申之。次上卿以官人令撤軾、退出。上卿日野權大納言弘資卿。職事葉室左中辨賴孝。辨烏丸右少辨光雄。勅別當（【傍注】神宮傳奏也）柳原權大納言資行卿。左大史忠利。大外記師定朝臣。外記中原定慶。史小槻利昭。諸役人如例。巳刻退出、歸宅、宣旨調。貞致　右少辨藤原朝臣光雄傳宣。權大納言藤原朝臣弘資宣。奉　勅、宜爲親王者。萬治三年七月十七日　左大史兼主殿頭（算）博士小槻宿禰忠利（奉）權大納言藤原朝臣資行　右少辨藤原朝臣光雄傳宣。權大納言藤原朝臣弘資宣。奉　勅、件人宜爲貞致親王家別當者。　萬治三年七月十七日　左大史兼主殿頭（算）博士小槻宿禰忠利（奉）　如此宣旨貳通調。親王ノ宣旨、伏見殿亭へ持參。（中略）貞致親王は伏見殿□□親王の御子、丹波国□□と云所へ養子と成給、十二三ノ時西陣理忠（理力）と申鍛冶の弟子に御成十八歳迄名長九朗と申、今度御跡目之故吟味有之、再度世に出給事也、鍛冶も事外きょうの由取沙汰之、不思議之沙汰有之、委細重而可注事也、万事久我右大将廣通卿指南後見有之、邦道親王の御舎兄之由也、下戚之由也。（『忠利宿禰記』萬治三年七月十七日庚午[5]）

### 二次史料
- 邦尚親王第一王子、母は安藤定吉の女、藤原定子なり、寛永9年（1632年）5月27日誕生なり（「伏見宮実録」第八巻、「伏見宮系譜」[5]）

- 万治3年（1660年）6月27日に後水尾天皇御猶子となり親王宣下（「伏見宮系譜」[5]）

- 貞致親王誕生以来承応元年貞清親王之依御招到于御帰洛之年二十一年之間於于定次宅奉養育也、定次者定元之男定子の弟也。（「伏見宮実録」[5]）

- 貞致親王依讒言自承応二年到于萬治三年御沈淪、七年之間、母儀ノ妹ナル者依為明珍妻、於于明珍宅奉養育云々、明珍者理忠氏也。（「伏見宮実録」[5]）

- 承応元年貞致親王御童形形廿一歳ニシテ自丹州御帰洛、是貞清親王ノ依御招也、到于茲於于定次ノ宅奉養育二十一年、此時宗氏供奉リ伏見殿諸大夫生島右京亮盛勝、内本左京亮吉泰等、興邦道親王ノ母儀謀テ、讒貞致親王於貞清親王、依之貞致親王御逼塞、承応三年七月四日貞清親王薨去、邦道親王薨去、貞致親王廿三歳伏見殿御惣領無紛之條就于傳奏閑院大納言野宮大納言所司代板倉周防守訴訟之萬治三年依于武命板倉周防守参入貞致親王逼塞ノ御所、而奉渡御親王沈淪七年、萬治三年七月廿七日元服後水尾院東福門院御猶子タリ、宗氏貞致親王ヲ二十一年於于定次宅奉養育亦先途之依功労蒙諸大夫ノ命云々。（「津田宗氏秘記」[5]）

- 定為ハ寛永四年四月十四日抱琴園ニテ生レ、安藤新五郎ト称ス二十五歳ノ秋伏見殿貞致親王（時ニ二十歳）御母儀少納言（定為ノ姉、実ハ叔父定吉ノ娘）共ニ竹園ヲ出テ定為ノ家ニ依リタマフ、其故は貞清親王の御次男邦道親王の御母儀と御長男邦尚親王の母儀、寵をねたみ、且つその所生を立んとして讒言むつかしく其余響貞致親王及び御母儀少納言にまで及びたればなり、然るに承応三年七月、貞清親王及び御次男邦道親王モウチツヅキ御薨去、且つこれよりさき、御長男邦尚親王も既に御薨去にましませば正く竹園の御家督は貞致親王にまぎるる事なきなりしが、仙洞の皇子あまたましければ、江戸へ申させたまひて、伏見殿へ入れまいらせ、則ち貞清親王の御嗣たるべき貞致親王は御出家あるべき御内意にてありしかば、定為はこれを聞き竹園の一大事とし、庭田雅純朝臣・三木冬仲等と相議して貞清親王の御嫡孫にして邦尚親王の御子たる貞致親王のまします由を京都所司代板倉周防守より江戸へ執し申されん事を訴へらる、その程の労役或は防州の館又は江戸下向など、定為独り當り玉ふ、公儀明察にして仙洞の叡慮空くならせたまひ、貞清親王御利運をひらき、伏見殿御相続ましましけるはひとへに定為の力なりと世の人も感じ侍りけるとぞ。（「安藤家由緒書」定為ノ伝[5]）

- （安藤定為）二十五歳の秋（一六五一年）、伏見殿貞清親王の御子邦尚王・邦道王の御母たち（をの々々家の女房にして異腹なり）事出きて邦尚の御子貞致王御母少納言の局（定明の養女。定為の姉なり。但し實は定吉のむすめにて侍り）共に伏見殿を出て定為の家に入て年月送りたまふ。後に邦尚も邦道も早世まし々々たれは、おのつから貞致王ハ伏見殿へ帰らせたまひて貞清親王の家督をうけたまひぬ。（『安藤略系』「長松軒惟翁の伝」[5]）